# Friedrich Jost
Friedrich Jost (* 22. November 1862 in Bermuthshain; † 18. Mai 1931 in Frankfurt am Main) war ein deutscher Politiker (HBB) und Abgeordneter des Landtags des Volksstaates Hessen.

## Ausbildung und Beruf
Friedrich Jost war ein Sohn des Kleinbauern Balthasar Jost und seiner Frau Barbara geb. Kimpel. Er machte zunächst eine Schmiedelehre bei seinem Großvater Johannes Kimpel und arbeitete ab 1883 als Holzdreher und Hersteller von Spinnrädern. Ab 1886 fertigte er in seiner Werkstatt die ersten Ski im Vogelsberg an. Nach 1921 war er im Grabsteinhandel tätig und erstellte als Steinmetz mehrere Kriegerdenkmäler im Vogelsberg.

## Politik
Am 7. Juni 1902 wurde Friedrich Jost als Bürgermeister von Bermuthshain gewählt und bei den Wahlen 1911 und 1919 in diesem Amt bestätigt. In seiner Amtszeit erfolgte von 1909 bis 1910 der Bau der ersten Wasserleitung im Ort und von 1909 bis 1928 die Flurbereinigung in der Gemarkung Bermuthshain. Bei der Bürgermeisterwahl am 28. Juni 1925 unterlag er dem Gegenkandidaten Otto Ernst August Pfannstiel. Wegen Unregelmäßigkeiten wurde diese Wahl vom Kreisamt Lauterbach für ungültig erklärt. Friedrich Jost blieb daher noch bis zum Februar 1926 im Amt, verzichtete jedoch auf eine erneute Kandidatur bei der Wiederholung der Wahl.
Friedrich Jost war auch Abgeordneter im Lauterbacher Kreistag und gehörte zudem einer Kommission für die Verbesserung der Hutweiden im Vogelsberg an.
Bei der Landtagswahl vom 27. November 1921 wurde er für den Hessischen Bauernbund in den Landtag des Volksstaates Hessen gewählt. Er blieb bis zu seinem Tode drei Wahlperioden lang Landtagsabgeordneter für den Wahlkreis Lauterbach. Sein Nachfolger im Landtag wurde Friedrich Wilhelm Stein.